# Полімерцемент
Полімерцемент (рос. полимерцемент; англ. polymercement; нім. Polymerzement m) — в'яжучий матеріал, виготовлений із мармурового чи гранітного щебеню або відповідного піску і латексів полімерів.